# Mandy van den Berg
Mandy van den Berg, född 26 augusti 1990, är en nederländsk fotbollsspelare (försvarare) som spelar för PSV Eindhoven.

## Klubbkarriär
Mellan 2007 och 2012 spelade van den Berg för det nederländska laget ADO Den Haag. Hon blev både ligamästare och cupmästare med klubben under säsongen 2011/2012. I juli 2012 värvades van den Berg av svenska Vittsjö GIK. Mellan 2012 och 2014 spelade hon 47 matcher och gjorde tre mål för Vittsjö i Damallsvenskan.
I december 2014 värvades van den Berg av det norska laget LSK Kvinner FK. Hon vann dubbeln med LSK under 2015. Den 20 januari 2016 värvades van den Berg av Liverpool. I november 2016 gick hon till Reading. I januari 2018 värvades van den Berg av spanska Valencia.
I juni 2020 värvades van den Berg av PSV Eindhoven, där hon skrev på ett tvåårskontrakt.

## Landslagskarriär
I december 2010 debuterade van den Berg i det nederländska fotbollslandslaget. Hon var en del av Nederländernas landslag som vann EM 2017.

## Meriter

### Klubblag
ADO Den Haag
- Eredivisie (1): 2011/2012
- KNVB Cup (1): 2011/2012

LSK Kvinner
- Toppserien (1): 2015
- Norska cupen (1): 2015

### Landslag
Nederländerna
- Europamästerskapet (1): 2017